# Golfo di Sims
Il golfo di Sims (in russo залив Симса?, zaliv Simsa) è un'insenatura lungo la costa settentrionale russa, nel territorio di Krasnojarsk, amministrata dal Tajmyrskij rajon. È situato nella parte sud-occidentale del mare di Laptev.

## Geografia
Il golfo si apre nella parte nordorientale della penisola del Tajmyr (Таймырский полуостров), chiuso tra la terraferma a sud, est e ovest e la penisola Lasinius (полуостров Ласиниус) a nord, che lo separa dal golfo di Tereza Klavenes. Ha una rozza forma rettangolare con una lunghezza di circa 20 km e una larghezza di poco più di 10 km all'imboccatura. La profondità massima è di 4 m.
Vi sfociano i fiumi Zaboločennaja (река Заболоченная), Grigor'eva (река Григорьева) e Voejkova (река Воейкова). Lungo la costa settentrionale si apre una più piccola insenatura chiamata baia Vchodnaja (бухта Входная). Al centro del golfo si trovano le piccole isole Bazarnye, mentre un'isola più grande ma senza nome si trova alla foce della Zaboločennaja. Al largo, oltre l'imboccatura, si trovano invece le Isole di Vil'kickij e le isole Komsomol'skaja Pravda.
Il golfo di Sims è ghiacciato per gran parte dell'anno e anche d'estate non è mai del tutto libero. Le sponde sono coperte da vegetazione tipica della tundra.
Fa parte della riserva naturale del Grande Artico, nella sezione "Penisola Čeljuskin".

## Storia
Nel 1940-41 idrografi sovietici scoprirono, sulle vicine isole Faddej e nel golfo di Sims, resti di denaro, armi e altri oggetti. In una capanna e nelle sue vicinanze furono trovati i corpi di due uomini bianchi e una donna aborigena. Apparentemente si trattava dei resti della spedizione russa guidata da Ivan Tolstouchov del XVII secolo.